# Phoebe Dynevor

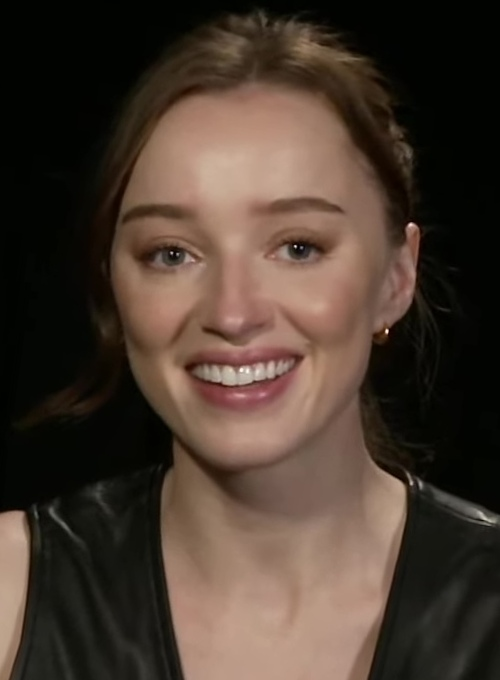
Phoebe Dynevor, 2023

Phoebe Harriet Dynevor (* 17. April 1995 in Manchester) ist eine britische Schauspielerin.

## Laufbahn
Phoebe Dynevor ist eine Tochter der Schauspielerin Sally Dynevor, die durch die Serie Coronation Street bekannt wurde, und des Drehbuchautors Tim Dynevor. Mit 14 Jahren bekam sie 2009 ihre erste Rolle in der Fernsehserie Waterloo Road. Seitdem trat sie in populären TV-Serien wie Snatch, The Village und Younger auf.
2020 wurde Phoebe Dynevor international bekannt als Daphne Bridgerton in der Netflix-Serie Bridgerton, die ab Dezember 2020 ausgestrahlt wurde.

## Filmografie (Auswahl)
- 2009–2010: Waterloo Road (20 Episoden)
- 2011: Dr. Monroe (Episode 1x04)
- 2012–2013: Prisoners Wives (10 Episoden)
- 2014: The Village (6 Episoden)
- 2015: Die Musketiere (The Musketeers, Episode 2x08)
- 2015–2016: Dickensian (11 Episoden)
- 2017–2018: Snatch (20 Episoden)
- 2017–2021: Younger (19 Episoden)
- 2020–2022: Bridgerton (13 Episoden)
- 2021: The Colour Room (Spielfilm)
- 2022: Ten Percent (Episode 1x05)
- 2023: Fair Play
- 2023: Bank of Dave
- 2025: Inheritance